# Cătălin Carp
Cătălin Carp (Chisináu, 20 de octubre de 1993) es un futbolista moldavo que juega de centrocampista en el Concordia Chiajna de la Liga II.

## Selección nacional
Carp debutó con la selección de fútbol de Moldavia el 14 de agosto de 2013 en un partido amistoso frente a la selección de fútbol de Andorra.
Su primer gol como internacional llegó el 14 de febrero de 2015, en un partido amistoso frente a la selección de fútbol de Rumania, que terminó con derrota de los moldavos por 1-2.

## Clubes
| Club                     | País       | Año       |
| ------------------------ | ---------- | --------- |
| F. C. Dynamo-2 Kiev      | Ucrania    | 2013-2014 |
| CFR Cluj                 | Rumania    | 2014-2015 |
| Steaua de Bucarest       | Rumania    | 2015-2016 |
| F. C. Viitorul Constanța | Rumania    | 2016-2017 |
| F. C. Ufa                | Rusia      | 2017-2021 |
| F. C. Tambov             | Rusia      | 2021      |
| F. C. Dinamo Bucarest    | Rumania    | 2021-2022 |
| F. C. Ufa                | Rusia      | 2022-2023 |
| F. C. UTA Arad           | Rumania    | 2023      |
| F. K. Neftchi Fergana    | Uzbekistán | 2024      |
| PAC Omonia 29M           | Chipre     | 2024-2025 |
| F. C. Petrocub Hîncești  | Moldavia   | 2025      |
| Concordia Chiajna        | Rumania    | 2025-     |

## Palmarés

### Títulos nacionales
| Título     | Club                     | País    | Año  |
| ---------- | ------------------------ | ------- | ---- |
| Cupa Ligii | Steaua de Bucarest       | Rumania | 2016 |
| Liga I     | F. C. Viitorul Constanța | Rumania | 2017 |